# NCT 127 (EP)
NCT 127 (estilizado como NCT #127) é o extended play de estreia do NCT 127, a subunidade com sede em Seul do grupo masculino sul-coreano NCT. Foi lançado digitalmente em 10 de julho de 2016 e fisicamente em 11 de julho pela S.M. Entertainment sob distribuição da Genie Music. O EP consiste em sete faixas, incluindo a faixa título "Fire Truck".
O mini-álbum foi um sucesso comercial, alcançando o topo da Gaon Album Chart e acumulando mais de oitenta mil cópias físicas vendidas apenas em 2016.

## Antecedentes e lançamento
Em 30 de junho de 2016, foi anunciado que o NCT faria seu retorno musical com uma segunda subunidade chamada NCT 127, com o número 127 referente à longitude de Seul. NCT 127 estreou consistindo em quatro membros da subunidade anterior NCT U (Taeyong, Jaehyun, Taeil e Mark) e três novos membros (Yuta, Haechan e WinWin).
A estreia do grupo ocorreu em 7 de julho de 2016, com o lançamento do vídeo musical da canção "Fire Truck" programado para lançamento à meia-noite (KST), mas adiado para o meio dia em 7 de julho. O grupo performou "Fire Truck" e a faixa B-side "Once Again" no M! Countdown no mesmo dia.
O EP foi lançado digitalmente em 10 de julho de 2016 e fisicamente em 11 de julho. Ele inclui a faixa bônus "Switch", que possui os vocais de outros membros do SM Rookies e teve seu vídeo musical lançado em 20 de dezembro de 2016.

## Desempenho comercial
NCT #127 estreou no número 2 no Gaon Album Chart na semana de 10–16 de julho de 2016. Na segunda semana, o mini-álbum caiu para o número 3. Em sua terceira semana, o EP encabeçou o gráfico na edição de 24–30 de julho de 2016. Na quarta semana, o álbum caiu para o número 6, ficando no Top 10 por quatro semanas consecutivas.
O mini-álbum alcançou o número 3 no Gaon Album Chart para o mês de julho de 2016 com mais de 60.100 cópias vendidas. O EP alcançou a #10 posição para o mês de agosto de 2016 com 14.258 cópias vendidas.
NCT #127 se classificou na #32 posição no gráfico anual da Gaon Album Chart de 2016 com mais de 83.200 cópias físicas vendidas.

## Lista de faixas
Créditos adaptados da página oficial do artista.
| N.º            | Título                                     | Letras                                          | Música                                                                                | Arranjo                             | Duração |  |
| 1.             | "소방차 (Fire Truck)" (sobangcha)          | Lee Tae-yong Mark Lee Jung Jae-hyun Jam Factory | LDN Noise Tay Jasper Ylva Dimberg                                                     | LDN Noise                           | 02:59   |  |
| 2.             | "Once Again (여름 방학)" (yeoreum banghak) | Jo Yoon-kyung                                   | Chris Wahle Andreas Oberg                                                             | Chris Wahle Andreas Oberg           | 03:10   |  |
| 3.             | "Wake Up"                                  | Kim In-hyung Baeg In-gyung                      | LDN Noise Tay Jasper                                                                  | LDN Noise                           | 02:57   |  |
| 4.             | "Another World"                            | Kim Min-ji Lee Seul                             | Timothy "Bos" Bullock MZMC Leven Kali Jamil "Digi" Chammas Tay Jasper Adrian Mckinnon | Timothy "Bos" Bullock Tay Jasper    | 03:32   |  |
| 5.             | "Paradise"                                 | January 8th Jeong Ju-hee Realmeee               | The Colleagues G.Bliz for TDL, Inc. Henry Hill Otha "Vakseen" Davis III               | The Colleagues G.Bliz for TDL, Inc. | 03:27   |  |
| 6.             | "Mad City"                                 | Lee Tae-yong Mark Lee Double Dragon             | Double Dragon, Donald haZEL Sales                                                     | Double Dragon                       | 03:19   |  |
| 7.             | "Switch" (ft. SR15B)                       | Kang Eun-jeong Jeong Ju-hee                     | LDN Noise Tay Jasper Rosina "Soaky' Russell Trey Campbell                             | LDN Noise                           | 03:05   |  |
| Duração total: | Duração total:                             | Duração total:                                  | Duração total:                                                                        | Duração total:                      | 22:31   |  |

## Paradas musicais
Gráficos semanais
| Gráfico (2016)                     | Melhores posições |
| ---------------------------------- | ----------------- |
| Japan Albums (Oricon Albums Chart) | 40                |
| South Korean Albums (Gaon)         | 1                 |
| US Heatseekers Albums (Billboard)  | 22                |
| US World Albums (Billboard)        | 4                 |

## Vendas
| Gráfico                            | Vendas  |
| ---------------------------------- | ------- |
| South Korean physical sales (Gaon) | 92,901+ |
| Japan physical sales (Oricon)      | 6,235+  |

## Histórico de lançamento
| País          | Data                | Formato(s)          | Gravadora(s)                |
| ------------- | ------------------- | ------------------- | --------------------------- |
| Coreia do Sul | 10 de julho de 2016 | Download digital    | S.M. Entertainment          |
| Mundialmente  | 10 de julho de 2016 | Download digital    | S.M. Entertainment          |
| Coreia do Sul | 11 de julho de 2016 | CD                  | S.M. Entertainment KT Music |
| Japão         | 15 de julho de 2016 | CD Download digital | S.M. Entertainment          |